# NGC 2153
NGC 2153 (другое обозначение — ESO 86-SC43) — рассеянное скопление в созвездии Золотой Рыбы, расположенное в Большом Магеллановом Облаке. Открыто Джоном Гершелем в 1837 году. Возраст скопления составляет около 1,3 миллиарда лет. Неоднородность видимого профиля скопления создается двумя дугами из нескольких звезд скопления.
Этот объект входит в число перечисленных в оригинальной редакции «Нового общего каталога».